# 58152 Natsöderblom
58152 Natsöderblom è un asteroide della fascia principale. Scoperto nel 1988, presenta un'orbita caratterizzata da un semiasse maggiore pari a 2,5192945 UA e da un'eccentricità di 0,2275822, inclinata di 12,29910° rispetto all'eclittica.